# Kirkhaugh
Kirkhaugh är en ort i civil parish Knaresdale with Kirkhaugh, i grevskapet Northumberland i England. Orten är belägen 15 km från Haltwhistle. Kirkhaugh var en civil parish fram till 1955 när blev den en del av Knaresdale with Kirkhaugh. Civil parish hade 79 invånare år 1951.